# Lexus ES
O ES é um sedan médio-grande, fabricado pela Lexus, divisão de luxo da Toyota, desde 1989 até os dias atuais.
Tem plataforma e motores baseados no Toyota Camry, porém oferece níveis de acabamento diferenciados, geralmente com diversos equipamentos de luxo e eletrônica embarcada. Seu principal foco é o mercado americano, porém a companhia o vende na Europa e Ásia, exceto no Japão, onde os modelos Lexus são vendidos sob a bandeira Toyota. Embora seus veículos tenham sido importados para o Brasil desde 1990, quando o Presidente Collor liberou a vinda de veículos estrangeiros para o país, apenas em 2012 a Lexus formalizou sua presença no mercado brasileiro. Até então seus veículos podiam ser atendidos para manutenção e serviços em concessionários Toyota.
A versão ES300h é um automóvel híbrido equipado com transmissão continuamente variável (Câmbio CVT).
Atualmente está em sua 7ª geração.

## Galeria
- Primeira geração (1989-1991)
- Segunda geração (1991-1996)
- Terceira geração (1996-2001)
- Quarta geração (2001-2006)
- Quinta geração (2006-2012)
- Sexta geração (2012-2018)
- Sétima geração (2018-presente)